# Баэна, Алекс
Алехандро Баэна Родригес (исп. Alejandro "Álex" Baena Rodríguez; род. 20 июля 2001, Рокетас-де-Мар, Андалусия) — испанский футболист, полузащитник клуба «Атлетико Мадрид» и сборной Испании. В 2024 году стал чемпионом Европы и Олимпийским чемпионом.

## Клубная карьера
Баэна — воспитанник клубов «Рокетас» и «Вильярреал». В 2019 году для получения игровой практики Алекс начал выступать за дублирующий состав последних. 18 декабря 2019 года в поединке Кубка Испании против «Комильи» Баэна дебютировал за основной состав. 13 июля 2020 года в матче против «Реал Сосьедад» он дебютировал в Ла Лиге. В 2021 году Алекс помог клубу выиграть Лигу Европы, в рамках розыгрыша в поединках против тель-авивского «Маккаби» забив свои первые голы за «Вильярреал».
Летом 2021 года Баэна был арендован «Жироной». 22 августа в матче против «Лас-Пальмаса» он дебютировал в Сегунде. 8 ноября в поединке против «Тенерифе» Алекс забил свой первый гол за «Жирону». По окончании аренды он вернулся в «Вильярреал».
2 июля 2025 года перешёл в испанский клуб «Атлетико Мадрид», контракт заключён на 5 лет.

## Международная карьера
В 2018 года в составе юношеской сборной Испании Баэна принял участие в юношеского чемпионата Европы в Англии. На турнире он сыграл в матчах против команд Бельгии, Нидерландов и Германии. В поединках против бельгийцев и немцев Алекс забил по голу.
В 2023 году Баэна в составе молодёжной сборной Испании стал финалистом молодёжного чемпионата Европы в Румынии и Грузии. На турнире он сыграл в матчах против сборных Румынии, Хорватии, Швейцарии, Украины и Англии.
12 сентября 2023 года в отборочном матче чемпионата Европы 2024 против сборной Кипра Баэна дебютировал за сборную Испании. В этом же поединке он забил свой первый гол за национальную команду.
В 2024 году Баэна стал победителем чемпионата Европы 2024 года. На турнире он сыграл в матчах против сборных Италии и Албании.
В 2024 году Туррьентес был включён в заявку олимпийской сборной Испании на участие в Олимпийских играх в Париже. На турнире он сыграл в матчах против команд Узбекистана, Доминиканской Республики, Японии, Марокко и Франции. В поединках против доминиканцев и французов Алекс забил по голу.

### Голы за сборную Испании
| #  | Дата             | Место                                | Противник | Счёт | Результат | Соревнование                       |
| -- | ---------------- | ------------------------------------ | --------- | ---- | --------- | ---------------------------------- |
| 1. | 12 сентября 2023 | Нуэво Лос Карменес, Гранада, Испания | Кипр      | 5:0  | 6:0       | Чемпионат Европы 2024 квалификация |

## Статистика
| Выступление      | Выступление      | Выступление      | Лига | Лига | Кубки | Кубки | Еврокубки | Еврокубки | Прочие | Прочие | Итого | Итого |
| Клуб             | Лига             | Сезон            | Игры | Голы | Игры  | Голы  | Игры      | Голы      | Игры   | Голы   | Игры  | Голы  |
| ---------------- | ---------------- | ---------------- | ---- | ---- | ----- | ----- | --------- | --------- | ------ | ------ | ----- | ----- |
| Вильярреал       | Примера          | 2019/20          | 1    | 0    | 1     | 0     | 0         | 0         | 0      | 0      | 2     | 0     |
| Вильярреал       | Примера          | 2020/21          | 6    | 0    | 5     | 0     | 9         | 2         | 0      | 0      | 20    | 2     |
| Вильярреал       | Примера          | 2022/23          | 35   | 6    | 4     | 2     | 9         | 4         | 0      | 0      | 48    | 12    |
| Вильярреал       | Примера          | 2023/24          | 34   | 2    | 3     | 1     | 8         | 2         | 0      | 0      | 45    | 5     |
| Вильярреал       | Примера          | 2024/25          | 32   | 7    | 1     | 0     | 0         | 0         | 0      | 0      | 33    | 7     |
| Вильярреал       | Итого            | Итого            | 108  | 15   | 14    | 3     | 26        | 8         | 0      | 0      | 148   | 26    |
| → Жирона         | Сегунда          | 2021/22          | 38   | 5    | 3     | 0     | 0         | 0         | 4      | 0      | 45    | 5     |
| → Жирона         | Итого            | Итого            | 38   | 5    | 3     | 0     | 0         | 0         | 4      | 0      | 45    | 5     |
| Всего за карьеру | Всего за карьеру | Всего за карьеру | 146  | 20   | 17    | 3     | 26        | 8         | 4      | 0      | 193   | 31    |

## Достижения

### Командные
«Вильярреал»
- Победитель Лиги Европы УЕФА: 2020/21

Сборная Испании
- Чемпион Европы: 2024
- Олимпийский чемпион: 2024
- Серебряный призёр Лиги наций УЕФА: 2024/25

### Личные
- Лучший ассистент Ла Лиги: 2023/24 (14 передач)[26]
- Вошёл в символическую сборную Ла Лиги: 2024/25[27]